# Desmond Tutu
Desmond Mpilo Tutu (født 7. oktober 1931 i Klerksdorp, Transvaal, død 26. december 2021) var en sydafrikansk ærkebiskop og menneskerettighedsaktivist, som op gennem 1970'erne og 80'erne blev verdenskendt for sin ikke-voldelige modstand mod Apartheid.
I 1984 modtog han Nobels fredspris for sit arbejde. I 1986 blev han udnævnt til Sydafrikas første sorte ærkebiskop og dermed øverste leder for Sydafrikas anglikanske kirkesamfund.
Efter Apartheidtiden  stiftede han sammen med Nelson Mandela den såkaldte "Sandheds- og forsoningskommissionen".